# بتامپونا
بتامپونا (به لاتین: Betampona) یک منطقهٔ مسکونی در ماداگاسکار است که در آنالانجیروفو واقع شده‌است. بتامپونا ۸٬۵۶۲ نفر جمعیت دارد.